# Etnosemiótica
La Etnosemiótica es una perspectiva disciplinaria que combina los conceptos de la Semiótica y la metodología de la Etnografía. 

## Definición
Es definida por primera vez por Algirdas Julien Greimas y por Joseph Courtes en el Diccionario razonado de la teoría del Lenguaje:
“La Etnosemiótica no es, a decir verdad,  una semiótica autónoma – entraría, entonces, en concurrencia con un campo del saber ya constituido bajo el nombre de Etnología o de Antropología, cuya contribución al surgimiento de la propia Semiótica es considerable-, sino más bien un campo privilegiado de curiosidad y de ejercicios metodológicos (…). Dado que la Semiótica general autoriza a tratar como discursos o textos las concatenaciones sintagmáticas no lingüísticas (gestuales, somáticas, etc.), el cuadro de ejercicio de la Etnolingüística se expande hacia una Etnosemiótica: los estudios, todavía poco numerosos,   de rituales y de ceremonias, dejan suponer que la Etnología es probable que se convierta, una vez más, en el lugar privilegiado para la construcción de modelos generales de comportamientos significantes”.
En los años 2000 en Italia, la disciplina tuvo un renovado interés gracias a los estudios e investigaciones de Maurizio del Ninno, Tarcisio Lancioni y Francesco Marsciani. Bajo la dirección de Francesco Marsciani nace en Bologna, en el 2007, el CUBE (Centro Universitario Boloñés de Etnosemiótica), todavía activo en numerosos campos de investigación. En 2015, gracias a CUBE nace la colección Cuadernos de Etnosemiótica  y el Laboratorio de Etnosemiótica. 

## Foco y ámbito de investigación
El etnosemiólogo se ocupa del análisis de sistemas significantes individuados – a través de la observación y la aplicación de la metodología etnográfica- al interno de contextos culturales específicos. Las principales áreas de investigación hasta el momento se concentraron en: espacio urbano, terapia, rituales, folklore, prácticas cotidianas.  
En Italia se pueden distinguir dos escuelas de pensamiento nacidas en torno a la Etnosemiótica:  
- Una orientación urbinate (de Urbino) fundada por Maurizio del Ninno, que se ha ocupado principalmente de seguir los pasos de las teorías de Claude Lèvi-Strauss y George Dumézil, relacionada con la Antropología social francesa.
- Una orientación boloñés-sienés (de Bolonia y Siena), fundada por Tarcisio Lancioni y Francesco Marsciani, que se ha ocupado de construir un corpus metodológico y conceptual eficaz para la aplicación del análisis semiótico en diversos ámbitos de la cotidianidad.

Desde 2015 el Laboratorio de Etnosemiótica conduce estudios en ámbitos sea teóricos que metodológicos, en busca de conjugar las líneas de investigación de las dos escuelas. Nacido en CUBE, activo en la Universidad de Bolonia, desarrolla investigaciones multidisciplinarias. La sinergia entre observación etnográfica y el análisis de los valores manifestados ofrece resultados eficaces desde el punto de vista de la capacidad descriptiva de los fenómenos sociales.